# True (EP)
True es el primer EP de la cantante americana Solange, primero fue lanzado el 27 de noviembre de 2012 de manera digital por el sello Terrible Records. Tras el lanzamiento de su segundo álbum de estudio Sol-Angel and the Hadley St. Dreams (2008), Solange anunció que se había separado de Interscope Geffen A&M después de lanzar solo un álbum en el sello, y además reveló que había elegido ir una ruta independiente, finalmente firmando con Terrible Records. En 2009, Solange comenzó la grabación de un álbum de estudio, durante el cual sufrió un "colapso" debido a la cantidad de tiempo y emoción que estaba poniendo en el proceso de grabación.
True, un álbum de neo soul, contiene un sonido ecléctico que toma influencias de PBR&B, música new wave, dance, pop de los 80 y electrónica, mientras que la producción del extended play se caracteriza por contener referencias a los 80, teclados y percusión africana. El proceso de grabación tomó tres años y estuvo a cargo de Solange y el productor Dev Hynes. Juntos produjeron, escribieron y compusieron todas las canciones, una decisión que tomó Solange debido a su química, amistad y relación laboral.
Tras su lanzamiento, True recibió críticas generalmente positivas de los críticos musicales. Comercialmente, el EP debutó en el número 157 en el Billboard 200 de Estados Unidos y se ubicó entre los sesenta primeros de las listas de álbumes en Dinamarca y Suecia. El álbum se promocionó con el lanzamiento de tres sencillos, incluido "Losing You", y se promocionó aún más con una gira por Estados Unidos, Reino Unido, Países Bajos, Francia y Alemania.

## Antecedentes
En 2008, Solange firmó un contrato discográfico con Geffen Records y un contrato editorial con EMI. El mismo año terminó de trabajar en su segundo álbum de estudio Sol-Angel and the Hadley St. Dreams en 2008. Una colección de canciones influenciadas por las décadas de 1960 y 1970, se consideró una desviación de su debut orientado al R&B en su lanzamiento en agosto de 2008. Para diciembre de 2008, el álbum había vendido más de 114.000 copias según Nielsen SoundScan. El álbum fue recibido positivamente por los críticos, algunos de los cuales lo consideraron mucho mejor que su debut. En apoyo del álbum, Solange comenzó Solange Presents Sol-Angel y Hadley St. Dreams Tour en Gran Bretaña en noviembre de 2008. La canción "T.O.N.Y." fue el tercer y último sencillo extraído del álbum en abril de 2009.
En octubre del mismo año, Solange anunció en su cuenta de Twitter que se había separado de Interscope Geffen A&M después de lanzar solo un álbum en el sello, y además reveló que había elegido ser independiente con su próximo álbum, afirmando que "aunque ha sido un viaje y una experiencia maravillosos en Interscope Records, después de reconocer verdaderamente lo que es importante para MÍ como artista, decidí que era hora de continuar mi camino en una plataforma más independiente [...] Estoy emocionado de continuar sumérgete, experimenta y crea música y arte sin límites, miedos ni expectativas. Va a ser divertido amigos".

## Grabación

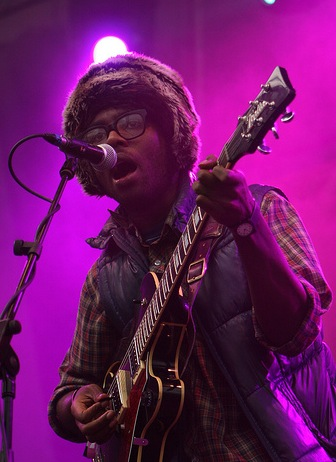
Todas las canciones del EP fueron producidas por Dev Hynes.

En una entrevista con Vibe el 7 de julio de 2010, Solange dijo que sufrió "un pequeño colapso" mientras grababa su nuevo álbum: "Literalmente renuncié a mi cordura por un tiempo para hacer este disco. [...] Nosotros literalmente me despertaba por la mañana y simplemente hacía música todo el día y toda la noche. [...] Empezó a afectarme de muchas maneras diferentes. Empecé a tener estos locos ataques de pánico". Solange explicó cómo hizo sacrificios "mentales, emocionales y financieros" y continuó: "Es más que un álbum para mí. Es un momento de transición en mi vida". Con respecto a la dirección musical del álbum, dijo que la inspiración provino de la nueva ola y afirmó: "Este es un disco de baile, pero las letras pueden volverse bastante oscuras a veces".
El EP se grabó en cinco ciudades, incluidas Santa Bárbara, Los Ángeles, Houston, Nueva York y en la autopista alemana.
 Dev Hynes comenzó a trabajar con Theophilus London, quien llamó a Solange y le dijo que acababa de trabajar en un disco con Hynes y pensó que ella debería haber sido parte de él. Después de la llamada, Solange visitó a Theophilus en el estudio, donde conoció a Dev y después de escuchar su música, los dos se embarcaron en una amistad y una relación laboral. Solange declaró que el proceso de grabación del EP se realizó durante un período de dos años, pero los primeros seis meses fueron un período en el que Solange y Dev Hynes intercambiaron ideas y establecieron un sonido cohesivo. Durante los dos años siguientes, la pareja coescribió y coprodujo treinta canciones, siendo "Locked in Closets" y "Don't Let Me Down" las dos primeras canciones que se grabaron.
Durante la grabación de True, Solange trabajó con Pharrell Williams entre otros productores, sin embargo, las canciones nunca se usaron para el EP. Mientras estaban en Santa Bárbara, donde la pareja comenzó a trabajar juntos, experimentaron con diferentes sonidos, diferentes sonidos y diferentes colaboradores. Había otros productores que estaban trabajando con ellos y Solange dijo: "Me quedó muy claro que la música que Dev y yo estábamos creando juntos era muy especial, y desde entonces pasé a querer que Dev produjera el disco". Mientras grababa True, Solange tomó influencia del dúo de productores Jimmy Jam y Terry Lewis, conocidos por su trabajo con Janet Jackson, además de escuchar grandes cantidades de SOS Band y Chaka Khan, discos que también fueron producidos por Jimmy Jam.

## Lanzamiento y promoción
Solange hizo una vista previa del EP de siete pistas en la ciudad de Nueva York el 24 de octubre de 2012 con críticas positivas. Solange y Dev Hynes organizaron una segunda fiesta de escucha en Sonos Studio en Los Ángeles el 27 de noviembre, fecha del lanzamiento digital del EP.
La artista radicada en Nueva York Mickalene Thomas es responsable de la presentación visual del EP. La versión de edición limitada de "True" se lanzó el 11 de marzo de 2013. Thomas describió la obra de arte de edición limitada como un collage que se tomó en la galería Lehmann Maupin ubicada en la sección SoHo de la ciudad de Nueva York. Cuando se le preguntó sobre el proceso creativo, detalló recomponer las fotografías con materiales como Color-aid, papel tapiz vintage y algunos dibujos antiguos de sus días como estudiante en la Universidad Yale. También notó su atención al detalle de la textura y el color. Thomas también diseñó el escenario para el sencillo principal del EP, el video musical "Losing You"; un conjunto al que Solange se refirió como "brillante". Cuando se le preguntó al respecto, describió el proyecto como una "experiencia genial". y señaló la investigación de imágenes de Solange para identificar qué estilo particular crearía. Para asegurar lo práctica que fue con el diseño, dijo: "Diseñé hasta el último centímetro, hasta los puntos de venta, las flores falsas, los libros y los discos, ya que crean un entorno y un contexto cohesivos. No se pasa por alto ningún detalle"."
"Losing You" fue lanzado como preparación del álbum y fue escrito por Dev Hynes y Solange, con la producción a cargo del primero bajo su seudónimo Blood Orange junto con Kevin Barnes. Sirviendo como el sencillo principal del álbum, la canción fue lanzada para descarga digital el 2 de octubre de 2012 y el 6 de noviembre de 2012 en vinilo a través de Terrible Records, un sello codirigido por Chris Taylor de Grizzly Bear. En mayo de 2013, Solange estrenó el remix de su canción "Look Good with Trouble" con Kendrick Lamar; Luego reveló que sería el segundo sencillo del EP y afirmó que el original era "solo una apertura" de "Bad Girls". "Look Good with Trouble" fue lanzado como segundo sencillo del EP el 14 de mayo de 2013. El tercer y último sencillo "Lovers in the Parking Lot" fue lanzado el 18 de septiembre de 2013.
Solange anunció una pequeña gira de promoción de True y para celebrar su regreso a la música. Fue su primera gira desde 2009.
| True Promo Tour         |            |                |                          |
| Fecha                   | Ciudad     | País           | Lugar                    |
| 11 de diciembre de 2012 | Nueva York | Estados Unidos | Bowery Ballroom          |
| 16 de enero de 2013     | Londres    | Reino Unido    | XOYO                     |
| 17 de enero de 2013     | Londres    | Reino Unido    | XOYO                     |
| 18 de enero de 2013     | Paris      | Francia        | Nouveau Casino           |
| 19 de enero de 2013     | Ámsterdam  | Países Bajos   | Bitterzoet               |
| 20 de enero de 2013     | Berlín     | Alemania       | Prince Charles Nightclub |

## Lista de canciones
La lista de canciones fue anunciada por la revista Rap-Up el 25 de octubre de 2012.

| N.º | Título                                   | Duración |  |
| 1.  | «Losing You»                             | 4:20     |  |
| 2.  | «Some Things Never Seem to Fucking Work» | 4:57     |  |
| 3.  | «Locked in Closets»                      | 3:22     |  |
| 4.  | «Lovers in the Parking Lot»              | 4:22     |  |
| 5.  | «Don't Let Me Down»                      | 4:13     |  |
| 6.  | «Look Good with Trouble»                 | 1:30     |  |
| 7.  | «Bad Girls» (Verdine Version)            | 5:10     |  |

## Posicionamiento en listas
| Listas (2012–13)                      | Posición |
| ------------------------------------- | -------- |
| Danish Albums (Tracklisten)           | 40       |
| French Albums (SNEP)                  | 164      |
| Swedish Albums (Sverigetopplistan)    | 57       |
| US Billboard 200                      | 157      |
| US Top R&B/Hip-Hop Albums (Billboard) | 17       |